# کوه پیتر بوته
کوه پیتر بوته (به انگلیسی: Mount Pieter Botte) یک کوه در استرالیا است که در کوئینزلند واقع شده‌است. کوه پیتر بوته ۱٬۰۴۷ متر بالاتر از سطح دریا واقع شده‌است.